# Kościół Zmartwychwstania Pańskiego w Kownie
Kościół Zmartwychwstania Pańskiego w Kownie (lit. "Prisikėlimo bažnyčia") – monumentalna świątynia odbudowana w latach 2004-05 na Zielonej Górze w Kownie jako wotum dziękczynne za odzyskanie przez Litwę niepodległości w 1918 i 1991 roku.

## Geneza
Zamysł wzniesienia kościoła będącego formą dziękczynienia za odzyskanie przez Litwę niepodległości pojawił się już u progu dwudziestolecia międzywojennego. W 1926 roku powstał komitet pod przewodnictwem prezydenta Smetony, który miał za zadanie rozpropagowanie idei i wybór odpowiedniego projektu. Przeprowadzony w 1928 roku konkurs wygrał architekt łotewskiego pochodzenia Kārlis Reisons, projekt ostatecznie zaakceptowano w 1933 roku. 
Kamień węgielny pod budowę świątyni przywieziono ze Wzgórza Oliwnego w Jerozolimie i wmurowano uroczyście w 1934 roku. Pieniądze na budowę kościoła zbierano zarówno na Litwie, jak i wśród litewskiej emigracji (głównie w USA), szczególne zasługi na tym polu położył ks. Feliksas Kapočius. 
W 1938 roku gmach gotowy był w stanie surowym - do 1940 roku na jego konstrukcję wydano ponad milion litów. W czasie okupacji niemieckiej hale kościoła były wykorzystywane jako magazyn, po wejściu na Litwę sowietów w 1944 roku budynek zamieniono w fabrykę radioodbiorników, niszcząc wieńczący kościół krzyż oraz burząc kaplicę. 

## Kościół po 1991 roku
Idea dokończenia budowy świątyni (a właściwie jej odbudowy) pojawiła się ponownie w 1988 roku, na fali przemian niepodległościowych na Litwie, jednak przez długi czas - głównie z powodu braku funduszy - z rekonstrukcją kościoła zwlekano. Ostatecznie budowę dokończono na przełomie 2004 i 2005 roku z pieniędzy prywatnych sponsorów oraz dotacji rządu litewskiego. 
Z dachu kościoła roztacza się jeden z piękniejszych widoków na Kowno.

## Współczesna architektura świątyni
Gmach kościoła składa się z dwóch wież - wyższa z nich liczy 70 metrów, druga wyrasta z ołtarza głównego, w jej murach znajduje się kaplica. Wjazd na taras możliwy jest za pomocą specjalnej windy. W podziemiach znajduje się muzeum parafialne oraz kolumbarium. Sanktuarium jest wykorzystywane nie tylko w celach religijnych, ale również jako miejsce uroczystych zgromadzeń, może pomieścić nawet do 4 tys. ludzi. 

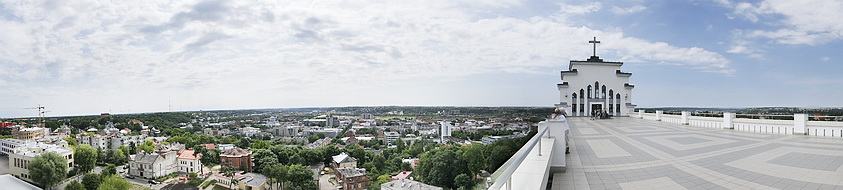
Panorama Kowna widziana z tarasu Kościoła.